# Холодне (колишнє село)
Холодне — колишнє село в Україні, у Роменському районі Сумської області. Підпорядковувалось Басівській сільській раді.

## Історія
1982 року в селі проживало 10 людей. 2004 року рішенням Сумської обласної ради зняте з обліку.

## Географічне розташування
Село знаходилося за 2 км від правого берега річки Хмелівка, за 1 км — села Басівка і Велика Бутівка. Поруч пролягає автомобільна дорога Т 1907.